# Bitwa pod Vincy
Bitwa pod Vincy – starcie zbrojne, które miało miejsce 21 marca 717 roku w pobliżu Cambrai, na terytorium dzisiejszego departamentu Nord. Była to bitwa pomiędzy siłami majordoma Karola Młota i sprzymierzonych z nim Austrazjańczyków a armią byłego mnicha Chilperyka II, obwołanego w Paryżu królem przez majordoma Raganfreda. 
Chilperyk i Raganfred po przegranym wstępnym starciu pod Amblève zawrócili do Neustrii. Karol bez pośpiechu zbierał armię, przygotował czas i miejsce starcia, aż wreszcie, wiosną 717 roku, sprowokował przeciwnika do ataku. Bitwa zakończyła się przegraną Chilperyka, a Karol podążył za uciekającym królem i majordomem do Paryża. 
Mimo zwycięstwa, które odebrało Chilperykowi i Raganfredowi znaczenie, Karol nie obwołał się władcą, lecz ogłosił królem Chlotara, po czym oddalił biskupa Reims, Rygoberta, zastępując go Milonem, który został biskupem Reims i Trier. Pokonani w tej i następnej bitwie Chilperyk II i jego majordom nie zostali pozbawieni życia, a ostrzyżeni i osadzeni w klasztorze. 
Władcy merowińscy nazywali siebie reges criniti, czyli monarchami długowłosymi. Długie włosy, opadające aż na plecy, były symbolem ich władzy i siły magicznej. Pokonanym pretendentom zwycięzca zawsze kazał golić głowy i zsyłać do klasztoru (stąd tonsura). Gdy jednak pokonani podejmowali nieudane próby przywrócenia swojej władzy, wówczas ścinano im głowę.